# Torre Jaume I
La Torre Jaume I è una torre a traliccio di 107 metri che si trova a Barcellona, in Spagna.
Venne progettata dall'architetto Carles Buïgas come stazione del Transbordador aéreo, che collega il Montjuïc con il porto della città, e costruita nel 1931. La torre è il secondo pilastro aereo di sostegno di teleferiche più alto del mondo e offre un meraviglioso punto di osservazione del centro di Barcellona.